# 普法尔茨地区魏恩加滕
普法尔茨地区魏恩加滕（德語：Weingarten (Pfalz)），简称魏恩加滕（德語：Weingarten，發音：[ˈvaɪ̯nˌɡaʁtn̩] ⓘ），是德国莱茵兰-普法尔茨州盖默斯海姆县的市镇，面积6.67平方千米，2023年12月31日人口为1,911人。